# Winétt de Rokha
Winétt de Rokha là bút danh ở giữa sự nghiệp của nhà thơ và nhà văn người Chile Luisa Victoria Anabalón Sanderson (7 tháng 7 năm 1894 – 7 tháng 8 năm 1951). Sinh ra trong một gia đình theo đạo Công giáo con nhà quý tộc tại Santiago, bà đã xuất bản hai cuốn sách trước khi lên tuổi hai mươi mot—dưới một bút danh khác, Juana Inés de la Cruz (một biến thể của tên của một nhà thơ và nữ tu người México ở thế kỷ XVII). Vào năm 1916, bà gặp và trốn đi cùng với nhà thơ Pablo de Rokha (tên khai sinh là Carlos Diaz Loyola). Cùng nhau họ đã sáng tạo ra nom de plume của bà. Cuộc hôn nhân của gia đình De Rokha sản sinh ra chín người con nhưng chỉ bảy người con là có thể sống tới tuổi trưởng thành. Gia đình De Rokha, mặc dù đã trải qua một vài bi kịch, trở thành một dòng họ Chile đạt được nhiều thành tựu nổi tiếng.
Từ cuối những năm 1920 đến cuối những năm 1940, Winétt de Rokha xuất bản bốn bộ sưu tập thơ nữa và ngày nay chúng chủ yếu là những tác phẩm nổi tiếng nhất trong sự nghiệp thơ ca của bà: Formas del Sueño (1927), Cantoral (1936), Oniromancia (1943), và El Valle Pierde Su Atmósfera (1949).

## Tiểu sử
Winétt de Rokha, tên khai sinh là Luisa Victoria Anabalón Sanderson, là con gái của of Indalecio Anabólon Urzúa, một tướng quân trong quân đội Chile, và Luisa Sanderson Mardones, một quý bà trong xã hội Santiago. Anh em trai duy nhất của Winétt, Carlos Anabalón Sanderson, là một thẩm phán và sau đó trở thành Chánh án Tòa án Tối cao Chile.